# Elsa Desmond
Elsa Desmond, född 6 augusti 1997 i Buckingham, är en engelsk-irländsk rodelåkare.

## Karriär
Desmond tävlade för Irland vid olympiska vinterspelen 2022 i Peking, där hon slutade på 33:e plats i damernas singel.